# Atlético Levante Unión Deportiva
Atlético Levante Unión Deportiva - ou apenas Atlético Levante - é um clube de futebol espanhol com sede na cidade de Valência. É considerado o time reserva do Levante Unión Deportiva (time da Primeira Divisão espanhola). Atualmente, disputa a Tercera División (correspondente ao quarto escalão do futebol no país). Foi fundado em 1957, com o nome de Portuarios. Cinco anos depois, mudou para Atlético Levante, e depois mudou para Levante UD B, usando tal denominação até a temporada de 2014–15, quando mudou para o nome atual.
Seu estádio, a Ciudad Deportiva de Buñol, localiza-se na cidade de Buñol e possui capacidade para receber v3.000 espectadores.
As cores oficiais do clube, tal como as do time principal do Levante, são azul e grená.